# Atlético de Bilbao 1956-1957
Questa voce raccoglie le informazioni riguardanti l'Atlético de Bilbao nelle competizioni ufficiali della stagione 1956-57.

## Stagione
Come da politica societaria la squadra è composta interamente da giocatori nati in una delle sette province di Euskal Herria o cresciuti calcisticamente nel vivaio di società basche. In Primera División la squadra basca arriva quarta, a due punti dal Siviglia, secondo. Nella Coppa del Generalísimo l'Athletic viene eliminato negli ottavi di finale dall'Español (sconfitta 3-0 e 0-0). Leggermente migliore il percorso nella Coppa dei Campioni: al primo turno la squadra basca elimina il Porto (doppia vittoria 1-2 e 3-2), negli ottavi l'Honvéd (vittoria 3-2 e 3-3), venendo estromesso nei quarti per mano delManchester Utd (vittoria 5-3 e sconfitta 3-0)

## Rosa
| N. |                   | Ruolo | Calciatore            |
| -- | ----------------- | ----- | --------------------- |
|    | Spagna (bandiera) | P     | Raimundo Pérez Lezama |
|    | Spagna (bandiera) | P     | Carmelo Cedrún        |
|    | Spagna (bandiera) | P     | Leandro Iraragorri    |
|    | Spagna (bandiera) | D     | Serafín Areta         |
|    | Spagna (bandiera) | D     | Jesús Garay           |
|    | Spagna (bandiera) | D     | Manuel González Etura |
|    | Spagna (bandiera) | D     | Ángel Sertucha        |
|    | Spagna (bandiera) | D     | José María Orúe       |
|    | Spagna (bandiera) | D     | Canito                |
|    | Spagna (bandiera) | D     | Ignacio Azkarate      |
|    | Spagna (bandiera) | C     | José María Maguregi   |
|    | Spagna (bandiera) | C     | Ignacio Izaola        |

| N. |                   | Ruolo | Calciatore        |
| -- | ----------------- | ----- | ----------------- |
|    | Spagna (bandiera) | C     | Fernando Elguea   |
|    | Spagna (bandiera) | C     | Miguel Etxaniz    |
|    | Spagna (bandiera) | C     | Ignacio Garate    |
|    | Spagna (bandiera) | C     | Federico Bilbao   |
|    | Spagna (bandiera) | A     | José Luis Artetxe |
|    | Spagna (bandiera) | A     | Ignacio Uribe     |
|    | Spagna (bandiera) | A     | Félix Markaida    |
|    | Spagna (bandiera) | A     | Ignacio Izagirre  |
|    | Spagna (bandiera) | A     | Armando Merodio   |
|    | Spagna (bandiera) | A     | Agustín Gaínza    |
|    | Spagna (bandiera) | A     | Mauri             |
|    | Spagna (bandiera) | A     | Eneko Arieta      |

## Risultati

### Coppa del Generalissimo
| Porto 28 aprile 1956 Ottavi di finale - andata                     | Español   | 3 – 0 referto | Athletic Bilbao | Stadio di Sarriá |
| \| \| \| \| \| Arcas 25’ Ruiz 44’ Benavides 72’ \| Marcatori \| \| |           |               |                 |                  |
|                                                                    |           |               |                 |                  |
| Arcas 25’ Ruiz 44’ Benavides 72’                                   | Marcatori |               |                 |                  |

| Bilbao 1º maggio 1956 Ottavi di finale - ritorno | Athletic Bilbao | 0 – 0 referto | Español | Stadio San Mamés |

### Coppa dei Campioni
| Arbitro: | Maurelli |

|           |           |                      |
| Matos 54’ | Marcatori | 8’ Gaínza 75’ Canito |

| Arbitro: | Maurelli |

|                              |           |                      |
| Artetxe 14’, 73’ (rig.), 82’ | Marcatori | 4’ Hernâni 20’ Matos |

| Arbitro: | Husband |

|                                     |           |                      |
| Artetxe 16’ Markaida 27’ Arieta 82’ | Marcatori | 75’ Budai 85’ Kocsis |

| Arbitro: | Alsteen |

|                                |           |                            |
| Budai 6’ Kocsis 78’ Puskás 86’ | Marcatori | 1’, 72’ Merodio 67’ Arieta |

| Arbitro: | Dusch |

|                                                    |           |                                   |
| Uribe 2’, 28’ Markaida 43’ Merodio 73’ Artetxe 78’ | Marcatori | 48’ Taylor 54’ Viollet 85’ Whelan |

| Arbitro: | Dusch |

|                                  |           |  |
| Viollet 42’ Taylor 70’ Berry 85’ | Marcatori |  |

## Statistiche

### Statistiche dei giocatori
| Giocatore     | Primera División | Primera División | Coppa del Generalissimo | Coppa del Generalissimo | Coppa del Campioni | Coppa del Campioni | Totale   | Totale |
| Giocatore     | Presenze         | Reti             | Presenze                | Reti                    | Presenze           | Reti               | Presenze | Reti   |
| ------------- | ---------------- | ---------------- | ----------------------- | ----------------------- | ------------------ | ------------------ | -------- | ------ |
| S. Areta      | 10               | 0                | 0                       | 0                       | 0                  | 0                  | 10       | 0      |
| E. Arieta (I) | 14               | 4                | 0                       | 0                       | 2                  | 2                  | 16       | 6      |
| J.L. Artetxe  | 11               | 7                | 2                       | 0                       | 5                  | 5                  | 18       | 12     |
| I. Azkarate   | 11               | 0                | 0                       | 0                       | 1                  | 0                  | 12       | 0      |
| F. Bilbao     | 17               | 2                | 1                       | 0                       | 0                  | 0                  | 18       | 2      |
| Carmelo       | 25               | -34              | 2                       | -3                      | 6                  | -14                | 33       | -51    |
| Canito        | 23               | 1                | 2                       | 0                       | 6                  | 1                  | 31       | 2      |
| F. Elguea     | 2                | 0                | 1                       | 0                       | 0                  | 0                  | 3        | 0      |
| M. Etura      | 15               | 0                | 0                       | 0                       | 2                  | 0                  | 17       | 0      |
| M. Etxaniz    | 7                | 0                | 0                       | 0                       | 0                  | 0                  | 7        | 0      |
| A. Gaínza     | 16               | 2                | 2                       | 0                       | 6                  | 1                  | 24       | 3      |
| I. Garate     | 2                | 0                | 0                       | 0                       | 0                  | 0                  | 2        | 0      |
| J. Garay      | 22               | 0                | 1                       | 0                       | 6                  | 0                  | 29       | 0      |
| L. Iraragorri | 1                | -1               | -0                      | -0                      | 0                  | -0                 | 1        | -1     |
| I. Izagirre   | 3                | 1                | 0                       | 0                       | 0                  | 0                  | 3        | 1      |
| I. Izaola     | 7                | 0                | 0                       | 0                       | 0                  | 0                  | 7        | 0      |
| R.P. Lezama   | 6                | -10              | 0                       | -0                      | 0                  | -?                 | 6        | -10+   |
| J.M. Maguregi | 21               | 7                | 2                       | 0                       | 5                  | 0                  | 28       | 7      |
| F. Markaida   | 26               | 12               | 1                       | 0                       | 6                  | 2                  | 33       | 14     |
| Mauri         | 27               | 8                | 2                       | 0                       | 6                  | 0                  | 35       | 8      |
| A. Merodio    | 26               | 9                | 0                       | 0                       | 6                  | 3                  | 32       | 12     |
| A. Sertucha   | 0                | 0                | 2                       | 0                       | 0                  | 0                  | 2        | 0      |
| J.M. Orué     | 27               | 0                | 2                       | 0                       | 6                  | 0                  | 35       | 0      |
| I. Uribe      | 13               | 8                | 2                       | 0                       | 3                  | 2                  | 18       | 10     |